# Ib Møller
Ib Møller (født 11. september 1938 i Skagen, død 14. oktober 2024 smst.) var en dansk erhvervsmand, der stiftede flere virksomheder. Blandt andre Trip Trap (siden han i 2016 solgte virksomheden har den heddet Skagerak) i 1973, Rikki Tikki Company og Implast.
Inden han stiftede Trip Trap havde han dog produceret vinduer og bordplader i ca. seks år. Årsagen til, at han kaldte sin virksomhed Trip Trap var, at hans første produkt var trappetrin, der var produceret af bordplader, produceret af Implast. Ib Møller giftede sig i 1963 med Inger Wanting, der lige var blevet uddannet som skolelærer. Ib Møller flyttede som ung handelsmand fra Skagen, og tilfældighederne førte ham i 1964 til Hadsund hvor han og hustruen slog sig ned på Høgevej, hvor han boede det meste af hans liv. I 1967 etablerede han Implast i Hadsund. 